# Enfield (borough)
Pronunciação
Enfield é um borough da Região de Londres, na Inglaterra. Sua população é de 324 574 habitantes.